# Эртацминда (село)
Эртацминда (груз. ერთაწმინდა) — село в Грузии, на территории Каспского муниципалитета края (мхаре) Шида-Картли.

## География
Село находится в центральной части Грузии, к югу от реки Тедзами (правый приток Куры), на расстоянии приблизительно 9 километров (по прямой) к юго-западу от города Каспи, административного центра муниципалитета. Абсолютная высота — 892 метра над уровнем моря.

## Население
По результатам официальной переписи населения 2014 года, в Эртацминде проживало 230 человек (110 мужчин и 120 женщин). В национальной структуре населения грузины составляли 98,7 %, азербайджанцы — 0,4 %, греки — 0,4 %.
| Год  | Население, человек |
| ---- | ------------------ |
| 2002 | 314                |
| 2014 | ↘ 230              |